# أسئلة اختيار من متعدد

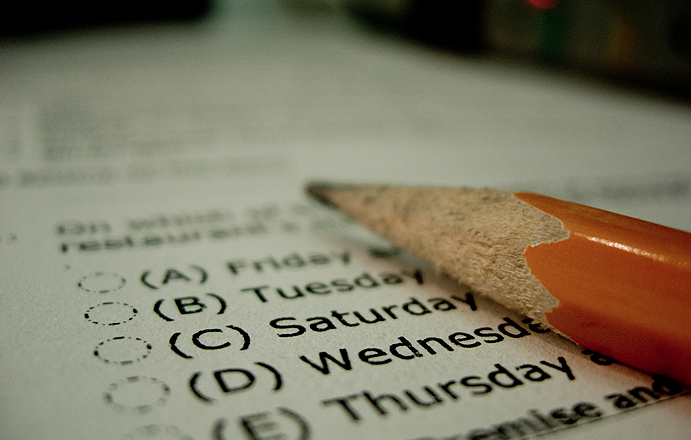

الاختيار من متعدد هو شكل من أشكال تقييم الموضوع الذي يطلب من المشاركين في الإجابة على الإجابة الصحيحة الوحيدة من خيارات متعددة. وغالبا ما يستخدم شكل الاختيار من متعدد في الاختبارات التعليمية، وفي أبحاث التسويق، وفي الانتخابات، عندما يختار الشخص بين عدة مرشحين أو أحزاب أو سياسات.
على الرغم من أن العالم ثورنديك وضع نهج علمي مبكر لاختبار الطلاب، وكان مساعده بنيامين وود الذي وضع اختبار الاختيار من متعدد. وازداد اختبار الاختيار من متعدد بشعبية واسعه في منتصف القرن العشرين عندما تم تطوير الماسحات الضوئية وآلات معالجة البيانات للتحقق من النتائج.